# Zimevița, Sofia
Zimevița (în bulgară Зимевица) este un sat în comuna Svoghe, regiunea Sofia,  Bulgaria. 

## Demografie
Componența etnică a satului Zimevița
     Bulgari (100%)
     Nicio identificare (0%)
     Altele (0%)
La recensământul din 2011, populația satului Zimevița era de 227 locuitori. Din punct de vedere etnic, toți locuitorii erau bulgari.